# Ahuas
Ahuas är en kommun i Honduras.   Den ligger i departementet Departamento de Gracias a Dios, i den östra delen av landet, 300 km öster om huvudstaden Tegucigalpa. Antalet invånare är 6 039. Arean är 1 801 kvadratkilometer.